# Leiopathes expansa
Leiopathes expansa är en korallart som beskrevs av Johnson 1899. Leiopathes expansa ingår i släktet Leiopathes och familjen Leiopathidae. Inga underarter finns listade i Catalogue of Life.